# Leonce-und-Lena-Preis

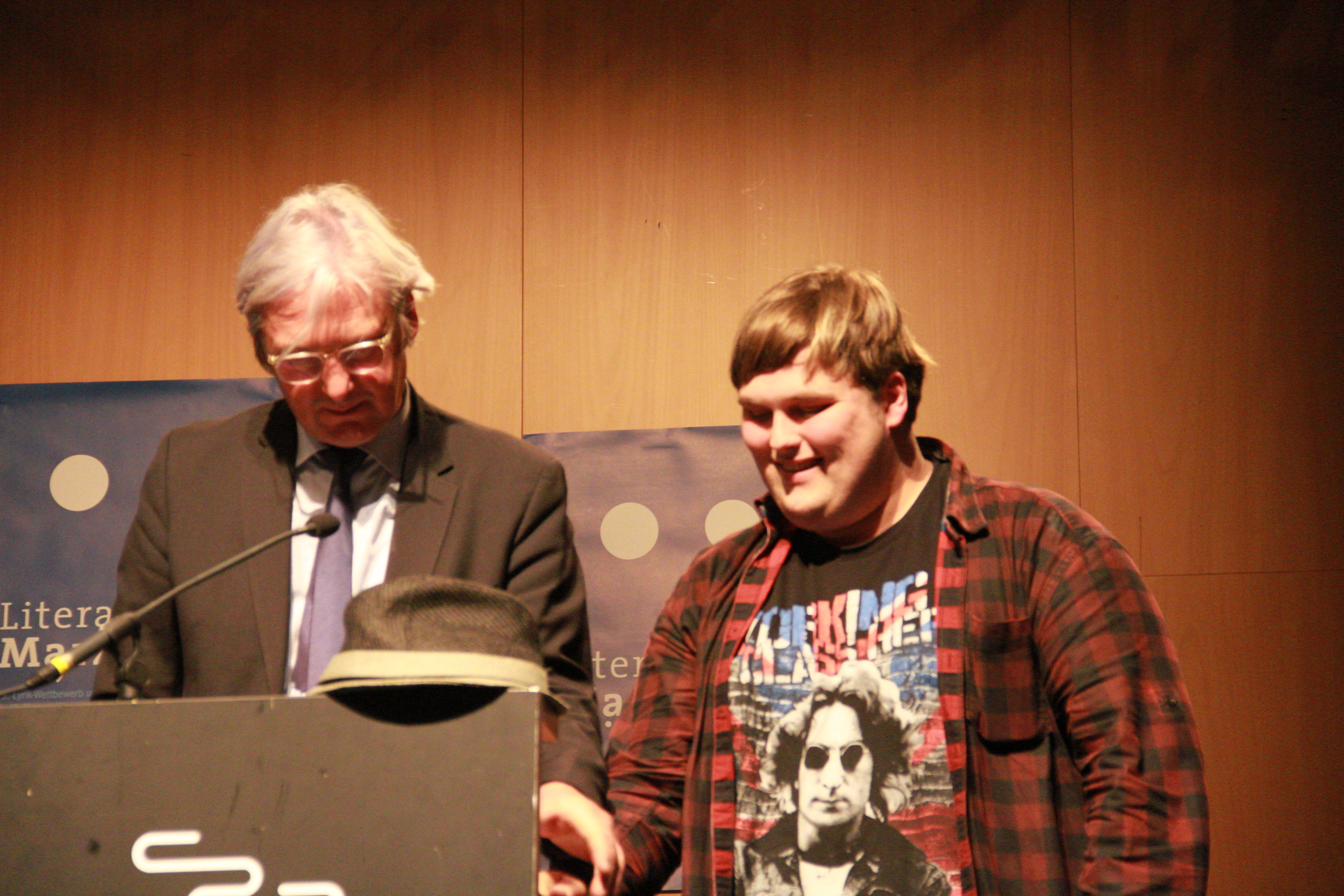
Verleihung des Leonce-und-Lena-Preises 2015 an David Krause (rechts) durch Oberbürgermeister Jochen Partsch

Der Leonce-und-Lena-Preis, benannt nach dem Lustspiel Georg Büchners, ist ein Literaturpreis, der von der Stadt Darmstadt seit 1968 im Rhythmus von zwei Jahren an einen Nachwuchslyriker oder eine Nachwuchslyrikerin vergeben wird. Der Preis ist mit 8000 Euro dotiert. Die beiden ebenfalls vergebenen Förderpreise zu je 4000 Euro heißen seit 1997 Wolfgang-Weyrauch-Förderpreise.
Der Leonce-und-Lena-Preis gilt als der bedeutendste Preis für junge Autoren auf dem Gebiet der Lyrik im deutschsprachigen Raum. Er wird im Rahmen des Wettbewerbs Literarischer März verliehen, an dem sich in den 1980er Jahren jeweils bis zu 1000 Autoren beteiligten. Für 2005 wurde eine Bewerbungsgebühr von 10 Euro eingeführt, woraufhin die Zahl der Bewerber stark zurückging: Für 2005 bewarben sich nur noch 528 Autoren. Die Gebühr wurde für den Wettbewerb 2007 auf 20 Euro erhöht, was die Bewerberzahl noch einmal reduzierte. Inzwischen ist die Bewerbung wieder gebührenfrei.

## Jury
Die Jury besteht ab 2025 aus Frieder von Ammon, Yevgeniy Breyger, Dagmara Kraus, Nadja Küchenmeister und dem jeweiligen Preisträger oder der Preisträgerin des letzten Wettbewerbs.

## Preisträger
- 1968 Wolf Wondratschek
- 1969 Katrine von Hutten
- 1972 Hanne F. Juritz
- 1973 Harry Oberländer
- 1975 Rita Breit
- 1977 Friederike Roth und Anno F. Leven
- 1979 Ludwig Fels, Rolf Haufs und Rainer Malkowski
- 1981 Ulla Hahn; Förderpreis Tina Stroheker
- 1983 nicht vergeben
- 1985 Hans-Ulrich Treichel
- 1987 Jan Koneffke, Sonderpreis „Politisches Gedicht“: Richard Wagner
- 1989 Kurt Drawert
- 1991 Kerstin Hensel
- 1993 Kathrin Schmidt
- 1995 Raoul Schrott
- 1997 Dieter M. Gräf
- 1999 Raphael Urweider
- 2001 Silke Scheuermann, Sabine Scho
- 2003 Anja Utler
- 2005 Ron Winkler
- 2007 Christian Schloyer
- 2009 Ulrike Almut Sandig
- 2011 Steffen Popp
- 2013 Katharina Schultens
- 2015 David Krause
- 2017 Andra Schwarz
- 2019 Yevgeniy Breyger
- 2021 Katrin Pitz
- 2023 Alexander Schnickmann
- 2025 Sandra Burkhardt